# Starogrčko kazalište
Starogrčko kazalište, ili antička grčka drama, je kazališna kultura koja je cvala u Staroj Grčkoj od oko 550. do oko 220. pr. Kr. Grčki grad-država Atena, koja je postala značajna kulturna, politička i vojna sila u ovom razdoblju, je bila njegovim središtem. Kazalište je u Ateni institucionalizirano kao dio festival Dionizija u čast grčkog boga vina, Dioniza.Tragedija (kasno 6. st. pr. Kr.), komedija (486. pr. Kr.), i satira su bila tri dramska žanra koja su nastala upravo u klasičnoj Ateni. Iz Atene su se proširile svečanosti u brojne grčke kolonije i gradove njenih saveznika kako bi promovirali zajednički kulturni identitet. Novovjekovno europsko kazalište se temelji upravo na atenskoj drami, koja je značajno obilježila i svjetsku kulturu općenito. 
U početku je kazalište bilo običan krug usred neke ravnice u kojem se pjevalo i plesalo - orhestra. Gledatelji su stajali sa strane, a da bi bolje vidjeli uskoro su se počeli smještati po okolnim brežuljcima. Tamo su s vremenom počeli graditi i sjedala, u početku drvena, a kasnije kamena i tako je nastalo poluokruglo gledalište ili theatron. Grčko kazalište je bilo veoma cijenjeno; u dvoranama je bilo do 25.000 sjedala, a u Ateni čak 30.000 sjedala. 

## Kazališni tekstovi
Kazališni tekstovi u početku su se izvodili samo prigodom vjerskih svečanosti u čast boga Dioniza.
Atenski su se dramaturzi dvaput na godinu natjecali na dramskim natjecanjima za prestižnu nagradu-lovorov vjenac.
Tragedije su pričale priče o junacima i moćnicima koji su se morali suočiti s izazovima sudbine i teškim odlukama.
Komedije su predstavljale istaknute građane u neobičnim i zabavnim situacijama, u kojima se baš nije držalo 
do poštovanja prema bogovima.
Program bi počinjao u zoru i sadržavao bi pet izvedaba. Sve bi aktivnosti u gradu stale kako bi građani mogli
prisustvovati izvedbama, a tih dana i zatvorenici bi bili pušteni na slobodu.
Kazalište je bilo jedno od rijetkih javnih prostora na kojima bi pristup bio dopušten i ženama. Publika je negodovanje u slučajevima loših predstava izražavala bacanjem hranom ili kamenja. Svi su glumci bili muškarci i nosili su maske. Prvi tekstovi zahtijevali su samo jednog glumca i kor od 12-15 osoba koje su plesale i pjevale. S vremenom je rastao broj uloga i broj glumaca. Eshil, Sofoklo i Euripid pisali su najljepše grčke tragedije, a Aristofan je bio najpopularniji pisac komedija.

## Arhitektura
Svoju jedinstvenost Heleni su potvrdili i pronalaskom arhitekture kazališta.  Razumljivo je da je njihovo shvaćanje arhitekture dalo rješenje kazališta isključivo na otvorenom prostoru. Izabrala bi se padina brijega u koji su se usijecali pravilni stepenici koji su činili sjedišta za gledatelje (kaveje). Sjedišta su pravljena polukružno u ravni terena, a u centru sjedišta izgrađivano je kružna ili polukružna orkestra namijenjena zboru i kretanju glumaca. Na nju se nastavljao treći dio kazališta – skena. Ona je u početku bila zaklon u obliku šatora koji je služio glumcima, a kasnije se razvila u pravokutni oblik okružen stupovima i koristila se isključivo za potrebe radnje. Akustika je u grčkim kazalištima bila tako dobra da se u posljednjem redu čulo isto tako dobro kao u prvom. Najpoznatije je Atensko kazalište, a najveće ono u Epidauru.
U kasnijim projektima kazališta naglašavala se povišena pozornica na račun orkestre, odražavajući pripadanje zbora i uspon glumca pojedinca.

## Poveznice
- Umjetnost stare Grčke
- Povijest kazališta

## Vanjske poveznice
- Stara Grčka  Arhivirana inačica izvorne stranice od 4. siječnja 2008. (Wayback Machine)
- Ancient Greek Theatre Starogrčko kazalište  Arhivirana inačica izvorne stranice od 20. prosinca 2017. (Wayback Machine) (engl.)
- Atlas arhitekture I